# Columbus Golden Seals
Die Columbus Golden Seals waren ein US-amerikanisches Eishockeyfranchise der International Hockey League in Columbus, Ohio. 

## Geschichte
Die California Golden Seals kauften vor der Saison 1971/72 das inaktive Franchise der Columbus Checkers aus der International Hockey League als ihr neues Farmteam auf und benannten es in Columbus Golden Seals um. In den beiden Spielzeiten ihres Bestehens von 1971 bis 1973 wurden die Golden Seals jeweils Vierter und somit Letzter der South Division, so dass sie jeweils die Playoffs um den Turner Cup verpassten. Aufgrund des sportlichen Misserfolges verkauften die Verantwortlichen das Franchise, welches in den folgenden Jahren unter dem Namen Columbus Owls am Spielbetrieb der IHL teilnahm.  

## Saisonstatistik
Abkürzungen: GP = Spiele, W = Siege, L = Niederlagen, T = Unentschieden, OTL = Niederlagen nach Overtime SOL = Niederlagen nach Shootout, Pts = Punkte, GF = Erzielte Tore, GA = Gegentore, PIM = Strafminuten
| Saison  | GP | W  | L  | T | OTL | SOL | Pts | GF  | GA  | Platz     | Playoffs           |
| 1971–72 | 72 | 15 | 55 | 2 | —   | —   | 32  | 220 | 365 | 4., South | nicht qualifiziert |
| 1972–73 | 74 | 10 | 62 | 2 | —   | —   | 22  | 177 | 393 | 4., South | nicht qualifiziert |

## Team-Rekorde

### Karriererekorde
Spiele: 128  Brent Taylor
Tore: 32  Marty Reynolds
Assists: 41  Brent Taylor
Punkte: 72  Angus Beck
Strafminuten: 259  Paul Brown